# Terpna furvirubens
Terpna furvirubens är en fjärilsart som beskrevs av Louis Beethoven Prout 1934. Terpna furvirubens ingår i släktet Terpna och familjen mätare. Inga underarter finns listade i Catalogue of Life.